# جون ويلهلم إيدي
جون ويلهلم إيدي هو ناشر نرويجي، ولد في 13 أكتوبر 1832، وتوفي في 2 نوفمبر 1896.